# Gabelbissen
Als Gabelbissen werden verschiedene kalte Gerichte bezeichnet. In Deutschland versteht man darunter meist eine Anchose: mundgerechte Stücke von eingelegten Heringsfilets, nach ursprünglich schwedischem Rezept zubereitet. In Österreich handelt es sich um Aspik mit einer einfachen Füllung, vergleichbar einem Sülzkotelett.

## Schwedische Gabelbissen (Anchose)
Zur Zubereitung werden Matjes, gewässerte Salz- oder Kräuterheringe gehäutet, filetiert, entgrätet, in fingerbreite Streifen geschnitten und für einen Tag in eine kalte Marinade aus je nach Rezept Essig, Zucker, Zwiebeln und Gewürzen wie Wacholder, Pfeffer, Piment und Lorbeer eingelegt, die zuvor aufgekocht wurde. Serviert werden sie ohne die Marinade beispielsweise mit Sauerrahm, gehacktem Dill, Gewürzgurken und Brot. Seit 1928 werden schwedische Gabelbissen in Deutschland als Dosenkonserve hergestellt.

## Wiener bzw. österreichischer Gabelbissen (Aspik)

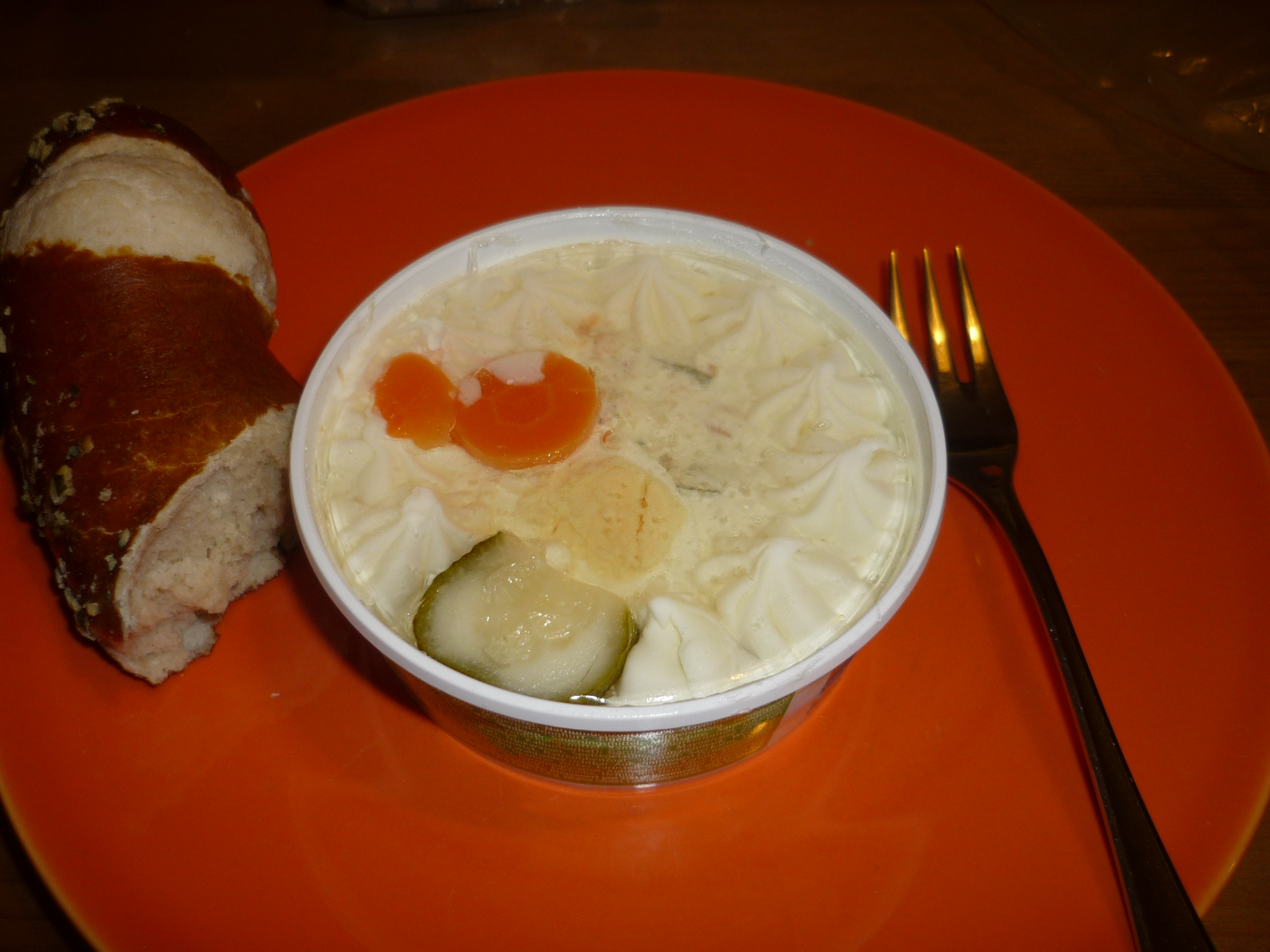
Österreichischer Gabelbissen (Handelsware) mit Karotte, Gurke und Ei

Zur Zubereitung werden Scheiben von Wurst oder hartgekochten Eiern, Stücke von Braten, Geflügel, Heringsfilet, Dosenthunfisch oder vorgegarte Gemüsewürfel, oft mit Mayonnaise ergänzt und mit Scheiben von Karotten und Gewürzgurken dekoriert, in Portionsformen mit einem Gelee aus Brühe, Gelatine, etwas Essig und Salz und Pfeffer umgossen und gründlich gekühlt, bis das Gelee erstarrt ist. Sie werden mit Semmeln, Brot oder Salzkartoffeln, Bratkartoffeln u. ä. serviert. In Österreich wird der Name vom Gabelfrühstück hergeleitet, das meist aus pikanten Gerichten besteht, die mit der Gabel verzehrt werden. Wiener Gabelbissen sind auch als Handelsware erhältlich.